# Crònica d'una violació
 Crònica d'una violació  (títol original: Dupont Lajoie) és una pel·lícula francesa dirigida per Yves Boisset el 1974 i estrenada el 1975. La pel·lícula és adaptada com a novel·la el mateix any. Aquesta pel·lícula denuncia el racisme i la covardia que associats poden portar a l'assassinat. Ha estat doblada al català.

## Argument
Georges Lajoie (Jean Carmet) treballa en un cafè a París (Plaça d'Aligre). És un home jovial, enfurrunyat, hipòcrita, amb molt de gust racista. La seva dona, igualment racista, Ginette (Ginette Garcin), és dòcil i ingènua. Els Lajoie, amb el seu fill Léon, batxiller, van amb la seva nova caravana a passar les seves vacances, com cada estiu, a la costa provençal, al «Càmping Caravàning Beau-soleil», regentat per Loulou (Robert Castel), un francès d'Algèria.
Els Lajoie hi coneixen els Schumacher, uixer de justícia a Estrasburg, i els Colin (Pierre Tornade), venedors de roba interior e mercats. Aquests bons francesos del Nord coincideixen en llocs comuns, sobretot sobre la peresa suposada de la "gent del Sud", però no obstant això volen simpatitzar amb els Vigorelli, italians acabats d'arribar al càmping. Vigorelli és cap de taller i troba una "merda" els nous immobles construïts per Loulou per als estiuejants, gràcies al treball a baix salari d'obrers algerians, allotjats en un campament de barraques. Però Vigorelli i Loulou parlen àrab i respecten els obrers immigrats per a la seva passió en el treball.
En un ball, Georges Lajoie xoca violentament amb un d'aquests obrers, que ha arribat a ballar una mica massa a prop de la bella Brigitte (Isabelle Huppert), la filla de Colin. La baralla crida els gendarmes que, naturalment, agafen només els Algerians.
Els jocs d'estiu "Intercàmping", portats pel grandiloqüent Léon Tartafione (Jean-Pierre Marielle), atreuen tota la població local. Havent sortit a passejar, Lajoie troba Brigitte, tota nua al sol, en un petit racó tranquil. Se'n segueix una conversa molesta i vagament sensual. Quan Brigitte es posa els seus pantalons, 
Lajoie ataca sexualment Brigitte que es resisteix. Durant la violació, Lajoie li posa una mà sota el mentó, les vèrtebres peten... Lajoie la continua violant abans de comprendre que l'acaba de matar ! Decideix portar-la cap al campament de barraques dels obrers algerians que es troba a un centenar de metres.
L'inspector principal Boulard (Jean Bouise) porta la investigació entre els acampats i en el lloc del descobriment del cadàver. El metge forense declara que el cos ha estat transportat. Preocupat, Boulard anuncia als acampats que els interrogatoris tindran lloc l'endemà.
Alguns campistes s'exasperen per què la policia no detè de seguida els "algerians". Un d'orgullós, en Bob Bigeard (Victor Lanoux) escalfa els esperits. Colin, desemparat, es deixa arrossegar. S'organitza un comando de campistes, malgrat les crides a la calma de Loulou, de Vigorelli, del fill Lajoie, i baixa en plena nit a on viuen els algerians. Lajoie el violador i homicida s'agita entre els justiciers. Un àrab és atacat i és ferit greument. El seu germà es defensa: és massacrat, mentre altres dos obrers aconsegueixen fugir.
L'inspector Boulard investiga ara la batussa, i els dos obrers fugitius li senyalen els agressors. Boulard convoca els campistes sospitosos. Però les autoritats locals, un alt funcionari (Henri Garcin), caricaturesc, fa valer el risc de pèrdues de turistes, fins i tot d'aixecaments racistes, i que val més "una petita injustícia que un gran desordre".

## Repartiment
- Jean Carmet: Georges Lajoie
- Pierre Tornade: Colin
- Ginette Garcin: Ginette Lajoie
- Pascale Roberts: Madame Colin
- Jean Bouise: l'inspector Boulard
- Michel Peyrelon: Albert Schumacher
- Odile Poisson: madame Schumacher
- Jean-Pierre Marielle: Léo Tartaffione
- Robert Castel: Loulou
- Isabelle Huppert: Brigitte Colin
- Abderrahmane Ben Kloua: Saïd
- Jacques Villeret: Gérald
- Pino Caruso: Vigorelli
- Victor Lanoux: l'avi algerià
- Mohamed Zinet: el germà de Saïd
- Jacques Chailleux: Léon Lajoie
- Henri Garcin: un alt funcionari
- Jacques Ramade: Client cafè de Lajoie
- François Cadet: Léglise
- Jean-Jacques Delbo: El metge forense

## Premis i nominacions
- Os de Plata especial del jurat a la Festival internacional de cinema de Berlin de 1975

## Al voltant de la pel·lícula
La pel·lícula es va inspirar en part en l'onada d'homicidis racistes comesos al sud de França al començament dels anys 70, sobretot a Marsella durant l'estat 1973.